# Saint-Clément (Meurthe-et-Moselle)
Saint-Clément  is een gemeente in het Franse departement Meurthe-et-Moselle in de regio Grand Est. De plaats maakt deel uit van het arrondissement Lunéville en sinds 22 maart 2015 van het kanton Baccarat, toen het kanton Lunéville-Sud, waar Saint-Clément daarvoor deel van uitmaakte, werd opgeheven. Saint-Clément telde op 1 januari 2022 850 inwoners.

## Geografie
De oppervlakte van Saint-Clément bedroeg op 1 januari 2022 16,47 vierkante kilometer; de bevolkingsdichtheid was toen 51,6 inwoners per km².

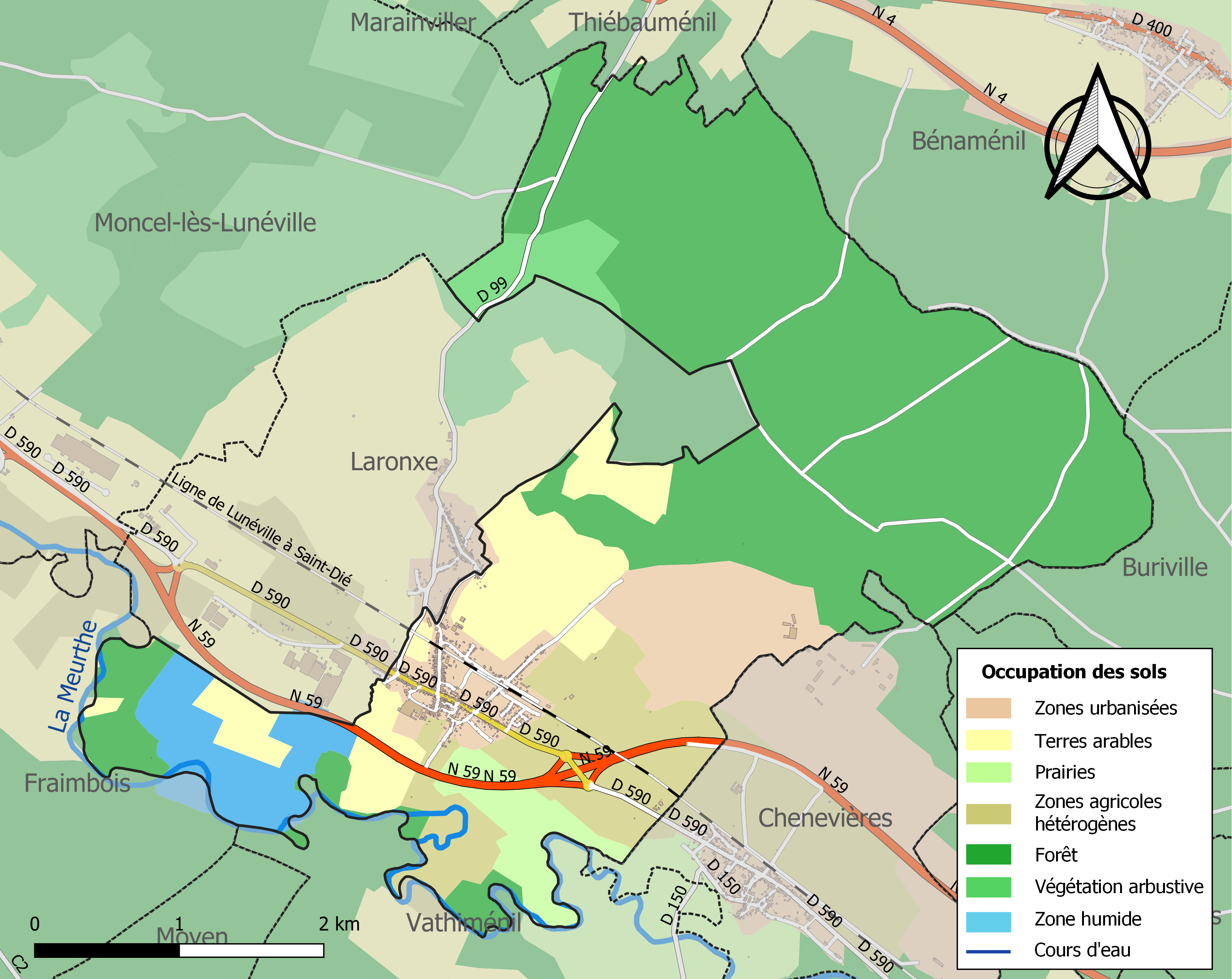
Kaart van de gemeente met de belangrijkste infrastructuur, bodemgebruik en omliggende gemeenten

## Verkeer en vervoer
In de gemeente ligt spoorwegstation Saint-Clément-Laronxe.

## Demografie
Onderstaande figuur toont het verloop van het inwonertal (bron: INSEE-tellingen).